# كونستانس وود
كونستانس وود (بالإنجليزية: Constance Wood) هي كونستانس «كوني» آني بويسير وود (1897-1985) كانت رائدة في العلاج الإشعاعي، وقائدة وحدات الأبحاث في لندن أثناء تأسيس التخصص.

## النشأة والتعليم
ولدت في ولفرهامبتن في عام 1897. درست في مدرسة ولفرهامبتن الثانوية للبنات، حيث كانت قائدة فريق الهوكي وزعيمة البنات في الاتحاد الطلابي. ابتعدت وود عن الاهتمام باللغات بعد رعاية أخيها الذي أصيب في الحرب الكبرى. ودرست بعد ذلك الطب في كلية نيونهام في كامبريدج من 1917 حتى 1920 وكانت واحدة من أول 3 طالبات للطب يتدربن في مستشفى كلية الملك، بالرغم من مقاومة إدراج النساء فيها في ذلك الوقت.

## الطب الإشعاعي
من 1927، عملت وود كمساعدة سريرية في مستشفى السرطان في طريق فولام، لتتخصص في استخدام الراديوم في علاج السرطان. اضطرت إلى الاستقالة من منصبها هناك بعد تقرير إيجابي عن عملها من سير ويليام براغ، إذ نُشر هذا التقرير على بي بي سي في 6 ديسمبر عام 1938، واعتُقد أنه يخترق قواعد المستشفى التي تتطلب الموافقة المسبقة عليه. استمرت كمديرة للبحث العلمي في معهد الراديوم في لندن. في عام 1942، كانت مديرة وحدة الأبحاث الإشعاعية العلاجية في مستشفى هامرسميث حيث قدمت في عام 1952 مسرع خطي 8 ميجا إلكترون فولت – أول علاج طبي يمكن استخدامه. ومع نائبها، لويس هارولد غراي، نظمت أول مسرع دوراني يوضع في مستشفى وكان افتتاح هذا المشروع بحضور الملكة في عام 1955.
كان سيموس ماكينتي شقيق ماري مهاك آن تساوي أحد مرضاها. بينما كانت تحاضر الطلاب عن هذه الحالة، وضع فأره الأليف الأبيض عند رقبتها و«كان رد الفعل أنثويًّا بامتياز».